# Coelidia insularis
Coelidia insularis är en insektsart som beskrevs av Matsumura 1914. Coelidia insularis ingår i släktet Coelidia och familjen dvärgstritar. Utöver nominatformen finns också underarten C. i. lineatofrons.